# Coongulla
Coongulla is een plaats in de Australische deelstaat Victoria en telt 165 inwoners (2006).